# Cruzeiro do Iguaçu
Cruzeiro do Iguaçu is een gemeente in de Braziliaanse deelstaat Paraná. De gemeente telt 4.225 inwoners (schatting 2009).